# Thomas J. Clarke
Thomas James Clarke (iriskt namn: Tomás Ó Cléirigh), född 11 mars 1857 i Milford on Sea, Hampshire, död 3 maj 1916 i fängelset Kilmainham Gaol i Dublin, var en irländsk upprorsledare, mest känd för sin roll i Påskupproret 1916. Till följd av detta dömdes han till döden och arkebuserades.